# 雪球 (金融衍生品)
雪球，全称“雪球型自动敲入敲出式券商收益凭证”，是一种高风险的金融衍生品，通常包括雪球结构期权和内嵌雪球结构期权的结构化产品，其本质类似为带障碍条款的奇异期权，设置有敲入、敲出价格。投资者购买相应产品或服务被称为“敲入”，反之为“敲出”。
投资者购买雪球型产品，是证券公司与投资者约定了一个高额的年化收益率，并约定只有在特定日期触发特定条件的前提下才能兑付。